# Elana Dykewomon
Elana Dykewomon (née Elana Nachman le 11 octobre 1949 à New York (État de New York) et morte le 7 août 2022 à Oakland (Californie)) est une militante lesbienne, auteure, éditrice et enseignante américaine.

## Biographie
Elana Dykewomon est née à New York de parents juifs de la classe moyenne. Elle et sa famille ont déménagé à Porto Rico alors qu'elle avait huit ans.
Elle a étudié les beaux-arts au Reed College de Portland, Oregon, a obtenu un Bachelor of Fine Arts en création littéraire du California Institute of the Arts et son Master of Fine Arts de l'Université d'État de San Francisco.
Elana Dykewomon vit à Oakland, en Californie, et a enseigné à son alma mater de l'État de San Francisco.
En 1974, elle a publié son premier roman, Riverfinger Women, sous son nom de naissance, Elana Nachman.
Son deuxième livre, They Will Know Me By My Teeth, sorti en 1976, a été publié sous le nom d'Elana Dykewoman, « at once an expression of her strong commitment to the lesbian community and a way to keep herself 'honest,' since anyone reading the book would know the author was a lesbian,. »
Fragments From Lesbos, imprimé en 1981 « pour les lesbiennes uniquement », a été publié sous le nom de famille actuel de l'auteur, Dykewomon, afin « d'éviter le lien étymologique avec les hommes ».
Dans l'anthologie de 1989 écrite par des femmes juives, The Tribe of Dina, Dykewomon se décrit comme « une séparatiste lesbienne (en), descendante du Baal Shem Tov ».
De 1987 à 1995, elle a dirigé Sinister Wisdom, une revue féministe lesbienne internationale de littérature, d'art et de politique, et a contribué régulièrement à plusieurs autres périodiques lesbiens, y compris Common Lives/Lesbian Lives (en). Elle a également contribué régulièrement à Bridges, un magazine d'écriture de femmes juives.

## Distinctions
En 1998, Beyond the Pale a remporté le Lambda Literary Award pour Lambda Literary Award for Lesbian Fiction et le Ferro-Grumley Award (en) pour la fiction lesbienne.
En 2004,  Riverfinger Women a été sélectionnée en 87e position dans la  liste Publishing Triangle (en) des 100 meilleurs romans lesbiens et gays, par un jury qui comprenait Dorothy Allison, Samuel R. Delany, Lillian Faderman, Marijane Meaker, Sarah Schulman et Barbara Smith. En 2018, la Golden Crown Literary Society (en) a décerné à Riverfinger Women le Lee Lynch Classic Award pour être « une partie essentielle de l'histoire littéraire américaine, de la littérature LGBT, de la politique et de la culture populaire ».
Elana Dykewomon a reçu le Jim Duggins Outstanding Mid-Career Novelists' Prize (en) décerné par le Saints and Sinners Literary Festival (en) en 2009.

## Publications

### Livres

#### Romans
- Elana Nachman, Riverfinger Women, Plainfield, VT, Daughters, Inc., 1974
- Beyond the Pale, Vancouver, Press Gang Publishers (en), 1997 (ISBN 9780889740747)
- Risk, Ann Arbor, Bywater Books, 2009 (ISBN 9781932859690)

#### Poésie
- Dykewoman Elana, They Will Know Me By My Teeth, Northampton, MA, Megaera Press, 1976 (OCLC 897740442)
- Fragments from Lesbos, Langlois, OR, Diaspora Distribution, 1981 (OCLC 31156287)
- Nothing Will Be As Sweet As The Taste: Selected Poems 1974-1994, Londres, Onlywomen Press, 1995 (ISBN 9780906500576)
- Moon Creek Road, Duluth, Minn., Spinsters Ink (en), 2003 (ISBN 9781883523626)
- What Can I Ask: New and Selected Poems 1975-2014, Berkeley, CA, Sinister Wisdom, 2015 (ISBN 978-1-938334-15-3)

### Autres

#### Prose
- « The Mezzuzah Maker », Common Lives/Lesbian Lives (en), vol. 8,‎ 1983
- « Staking Claims », Common Lives/Lesbian Lives, vol. 17,‎ fall 1985
- The Tribe of Dina: A Jewish Women's Anthology, Beacon Press, 1989 (ISBN 0-8070-3605-6, lire en ligne), « Manna from Heaven »
- Speaking for Ourselves: Short Stories by Jewish Lesbians, Freedom, CA, Crossing Press, 1990 (ISBN 978-0895944283, lire en ligne), « My Grandmother's Plates »
- Friday the Rabbi Wore Lace: Jewish Lesbian Erotica, Cleis Press, 1998 (ISBN 9781573440417), « Knaydie and the Librarian »
- augenblicke, Berlin, 1999 (ISBN 978-3930041190), « Grace »
- Hot & Bothered 3: Short Short Fiction on Lesbian Desire, Arsenal Pulp Press, 2001 (ISBN 9781551521022), « Dinoflagellates »
- This Bridge We Call Home: Radical Visions for Transformation, New York, Routledge, 2002, 450–457 p. (ISBN 9781135351526), « The Body Politic: Meditations on Identity »
- Best Lesbian Love Stories 2003, Alyson Press, 2003 (ISBN 978-1555837655), « What Love Is »
- Love, Castro Street: Reflections of San Francisco, Alyson Press, 2007 (ISBN 9781555839970), « Seeking Welcome »

#### Poésie
- "I had a dream..." et "Even My Eyes Became Mouths" in Naming the Waves: Contemporary Lesbian Poetry, Freedom, CA, Crossing Press, 1990 (ISBN 9780895943712)
- Shadow on a Tightrope: Writings by Women on Fat Oppression, Iowa City, Aunt Lute Books, 1983 (ISBN 9781879960244, lire en ligne), « learning to breathe »
- "The Census Taker Interviews the 20th Century" and "The Vilde Chaya and Civilization" in — (1992). Bridges: A Journal for Jewish Feminists and Our Friends. Seattle, WA. 3 (1).  (ISSN 1046-8358)
- "New England Cemetery" and "diving, i kiss" in Lesbian Culture: An Anthology, Freedom, CA, Crossing Press, 1993 (ISBN 9780895945921, lire en ligne)
- « A Law of Physics », Bridges: A Journal for Jewish Feminists and Our Friends,‎ 1994 (ISSN 1046-8358)
- « When to Answer », Zyzzyva, vol. X, no 2,‎ été 1994 (ISSN 8756-5633)
- Various in Not for the Academy: Lesbian Poets, Londres, Onlywomen Press, 1999 (ISBN 9780906500606)
- « Butch resisting the pressure to change gender », Sojourner, Boston,‎ avril 2000 (ISSN 0191-8699)
- Foreword, "Yahrzeit," "Butch Breasts at Fifty," and "Should I Tell My Gynecologist" in What I Want From You: Voices of East Bay Lesbian Poets, Pittsburgh, CA, Raw Art Press, 2006 (ISBN 978-0972918558)
- Milk and Honey: A Celebration of Jewish Lesbian Poetry, A Midsummer Night's Press, 2011 (ISBN 978-0-9794208-8-7), « An Eastern/Western Country Song »
- « Pauline Newman at 92 », Calyx, vol. 29, no 1,‎ printemps 2016 (ISSN 0147-1627)

### Essais
- Nice Jewish Girls: A Lesbian Anthology, Boston, Beacon Press, 1989 (ISBN 978-0807079058), « The Fourth Daughter’s Four Hundred Questions »
- « Changing the World », Harrington Park Press (en), vol. 5, no 3,‎ décembre 2001, p. 53–62 (DOI 10.1300/J155v05n03_06, lire en ligne)
- « My Mother and the Wars », Bridges: A Journal for Jewish Feminists and Our Friends, Eugene, OR, vol. 9, no 2,‎ 2002 (ISSN 1046-8358)
- « Lesbian Quarters: On Building Space, Identity, Institutional Memory and Resources », Journal of Lesbian Studies, vol. 9, no 1 & 2,‎ 2005, p. 31–43 (DOI 10.1300/J155v09n01_03)
- The Fat Studies Reader, NYU Press, 2009 (ISBN 978-0-8147-7631-5, lire en ligne ), « Are We Ready to Throw Our Weight Around?: Fat Women and Political Activism »
- « Who says we're extinct? », TRIVIA: Voices of Feminism, vol. 10,‎ février 2010 (ISSN 2166-9082, lire en ligne)
- « Forward and Backward: Jewish Lesbian Writers », Bridges: A Journal for Jewish Feminists and Our Friends, vol. 16, no 1,‎ printemps 2011 (ISSN 1046-8358)
- « Walking on the Moon », TRIVIA: Voices of Feminism, vol. 11,‎ printemps 2011 (ISSN 2166-9082, lire en ligne)
- « Living "Anyway:" Stories of Access », Journal of Lesbian Studies, vol. 18, no 1,‎ 2014, p. 21–30 (DOI 10.1080/10894160.2013.836432)
- « In Search of the Fabled Fat Woman », Fat Studies, vol. 3, no 1,‎ 2014, p. 1–5 (DOI 10.1080/21604851.2013.770355)